# Crash Disques
Pour les articles homonymes, voir Crash.
Crash Disques est un label indépendant français, basé à Paris fondé en 1994 par Marsu (ancien manager des Bérurier noir et ancien membre de Bondage) et par des membres du groupe Raymonde et les blancs becs.

## Histoire
Le label est créé en février 1994 sous la forme d'une association de type loi de 1901. L'équipe fondatrice est constituée de Gondrax, Raymonde et Catherine Lemaire (respectivement guitariste/chanteur, bassiste et chanteuse de Raymonde et les Blancs Becs), de Marsu (qui vient alors de quitter Bondage depuis peu) et de TCB (qui participe alors au fanzine Le Coyote Rebelle). La première production du label est le deuxième album de Raymonde et les Blancs Becs, Tout le monde à l'usine. En 1995, le label s'installe au Centre international de culture populaire (CICP) dans le 11e arrondissement de Paris[réf. nécessaire].
Crash Disques sort des groupes issus de la mouvance alternative. Le label pratique un éclectisme musical puisqu’à côté de groupes de punk rock figurent notamment des groupes de ska, de hip-hop, et de reggae. Le label alterne dans ses productions entre nouveautés et réédition d'ancien groupes (Ludwig von 88, les Thugs...) Désirant avoir un fonctionnement alternatif Crash Disques choisit de ne sortir que des licences, les groupes restant ainsi propriétaires de leurs bandes. De même les contrats ne sont négociés que pour un disque à la fois de manière à laisser aux groupes la possibilité de s’en aller à tout moment et de ne pas être « enchaîné » à un label.

## Groupes notables
- Babylon Fighters
- Brigada Flores Magon
- La Casa del Phonky
- Cercle ferme
- Condkoi
- Daria
- Dead Pop Club
- Dolores Riposte
- Edouard Nenez et les Princes de Bretagne
- Extra Extra
- Guerilla Poubelle
- Homeboys
- Infraktion
- Inner Terrestrials
- J'aurais voulu…[3]
- Junior Cony
- Justin(e)
- Kargol's
- Killa Carltoon
- La Fraction
- La Talvera
- Lab°[4]
- Laréplik
- Les 100 Grammes de têtes
- Les Gnomes
- Ludwig von 88
- Mokoka
- Nuclear Device
- Portobello Bones[5]
- Raymonde et les Blancs Becs
- Sergent Garcia (1er album)
- Servo
- Shout
- Skunk
- Spanish Lab
- Spicy Box
- Les Thugs
- Warum Joe
- Yo! Pizza Jump
- Les Zetlaskars et la Trompida
- Zenzile[6]